# Halalaimus fletcheri
Halalaimus fletcheri är en rundmaskart som beskrevs av Mawson 1958. Halalaimus fletcheri ingår i släktet Halalaimus och familjen Oxystominidae. Inga underarter finns listade i Catalogue of Life.